# エゾヒメゲンゴロウ
エゾヒメゲンゴロウ（Rhantus yessoensis）は、コウチュウ目ゲンゴロウ科に分類される昆虫の一種。

## 分布
日本（北海道・本州・九州）、中国に分布する。

## 特徴
体長13-14mm。体は卵形で光沢が鈍く、頭部や前胸背が黄赤褐色となる。ヒメゲンゴロウ、オオヒメゲンゴロウ、キタヒメゲンゴロウといった同属の近縁種とは異なり、前胸背の中央にある紋は円形となる点が特徴である。
森林内の小規模な水域に生息する。